# Mříčná
Mříčná (krkonošským nářečím Smerčina) je obec v okrese Semily v Libereckém kraji. K roku 2016 zde je 248 domů s číslem popisným. Žije zde 584 obyvatel.
Každý rok se zde vydává Ročenka obce Mříčná, kde je zaznamenáno hospodaření obce, vše co se událo v daném roce, plány na následující kalendářní rok. V roce 2015 se Mříčná stala Vesnicí roku Libereckého kraje. V roce 2016 proběhly oslavy 660 let obce.

## Název
Název obce odráží fakt, že se nalézala mezi smrkovými lesy – původně tedy Smrčina, v nářečí jako Smerčina, později jako Smříčno, v soupisu obcí z roku 1869 jako Mříčno. Současný název Mříčná je uváděn od roku 1880.

## Historie
První písemná zmínka o obci pochází z roku 1356.

## Obyvatelstvo
| Rok            | 1869  | 1880  | 1890  | 1900  | 1910  | 1921  | 1930  | 1950 | 1961 | 1970 | 1980 | 1991 | 2001 | 2011 | 2021 |
| -------------- | ----- | ----- | ----- | ----- | ----- | ----- | ----- | ---- | ---- | ---- | ---- | ---- | ---- | ---- | ---- |
| Počet obyvatel | 1 413 | 1 433 | 1 480 | 1 401 | 1 392 | 1 146 | 1 048 | 588  | 591  | 495  | 486  | 448  | 474  | 505  | 588  |
| Počet domů     | 178   | 187   | 198   | 196   | 202   | 200   | 204   | 201  | 182  | 163  | 149  | 212  | 223  | 231  | 235  |

## Obecní správa

### Obecní symboly
Znak a vlajka byly obci uděleny rozhodnutím předsedy Poslanecké sněmovny Parlamentu České republiky dne 9. prosince 2002.

## Pamětihodnosti
- kostel svaté Kateřiny Alexandrijské včetně cenného zvonu odlitého roku 1484 (památkově chráněno)
- vrata evangelického hřbitova (památkově chráněno)
- venkovská usedlost čp. 1 (památkově chráněno)
- archeologické stopy tvrze - tzv. jižní tvrziště - severně od koupaliště a západně od harrachovského dvora: výrazné pozůstatky panského sídla v podobě dva metry vysokého vejčitého pahorku s mokřinatým příkopem na severní straně; severní i jižní (viz níže) mříčenská tvrz nejspíš zpustly někdy po roce 1476, kdy byla ves připojena k jilemnickému panství[8][9] (památkově chráněno)
- archeologické stopy tvrze Smiřično - tzv. severní tvrziště - severozápadně od domu čp. 126: nevýrazné tvrziště s nálezy keramiky z 15. století a údajně i mohutných ohořelých trámů; poblíž lokality jsou patrné až tři metry vysoké zbytky hráze rybníka, který tuto tvrz chránil[10][9] (památkově chráněno)
- řada staveb podkrkonošské lidové architektury
- rodný dům Jana Buchara (v severní části vsi)
- několik drobných sakrálních památek (ve středu vsi)
- pomník padlých ve světové válce (proti obecnímu úřadu)
- hrob Václava Vrbaty (evangelický hřbitov)

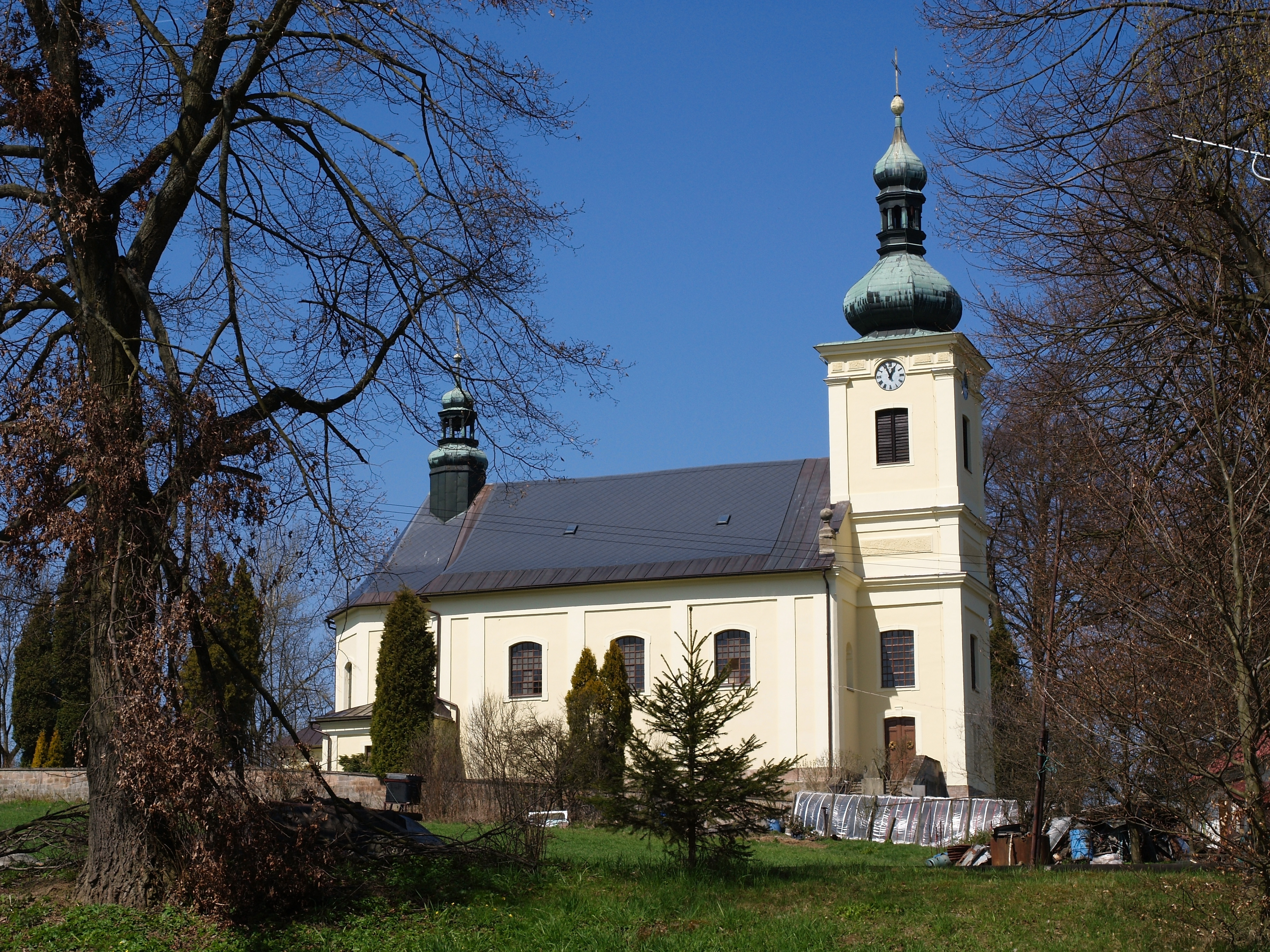
Kostel svaté Kateřiny Alexandrijské
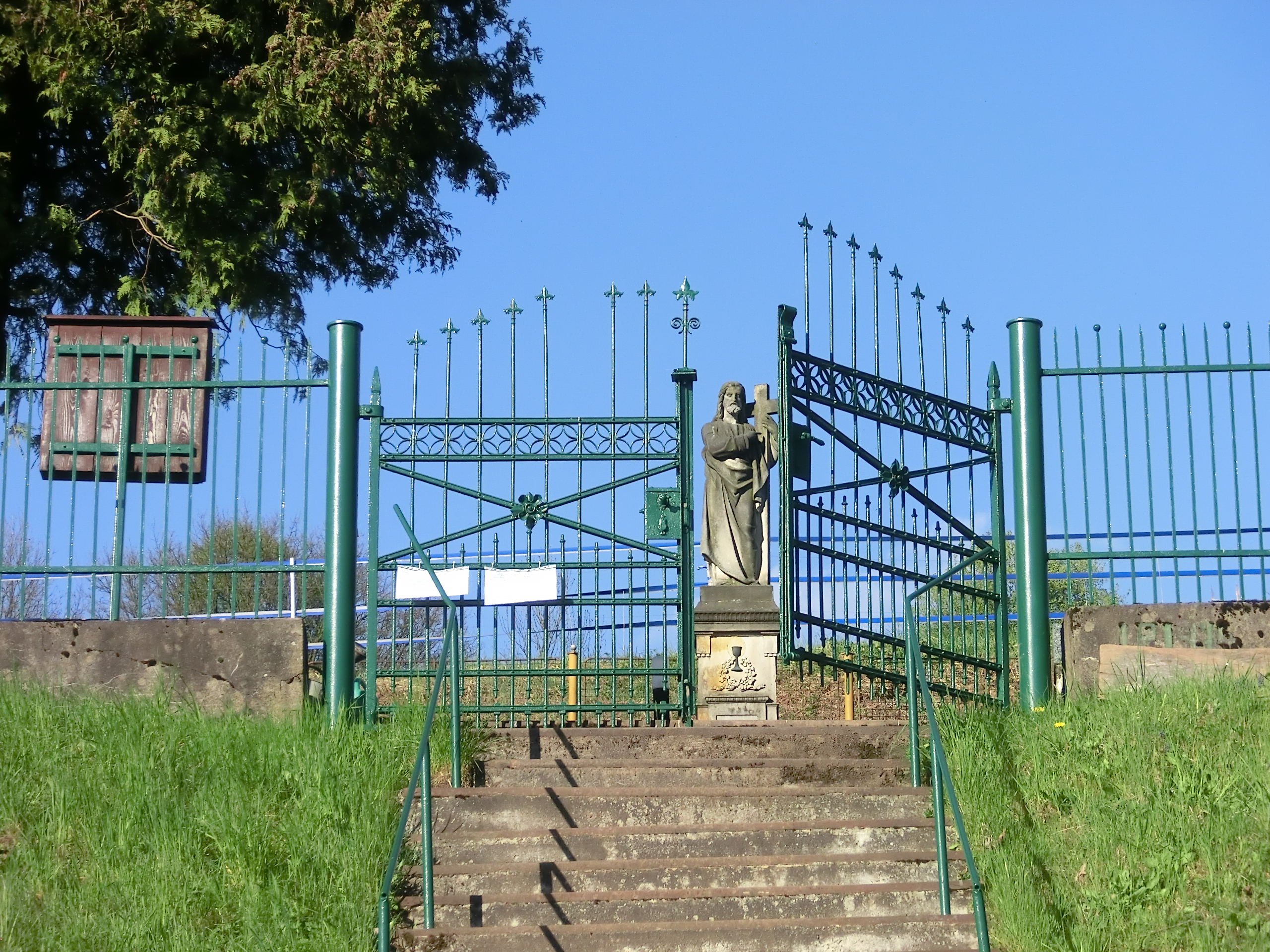
vrata evangelického hřbitova
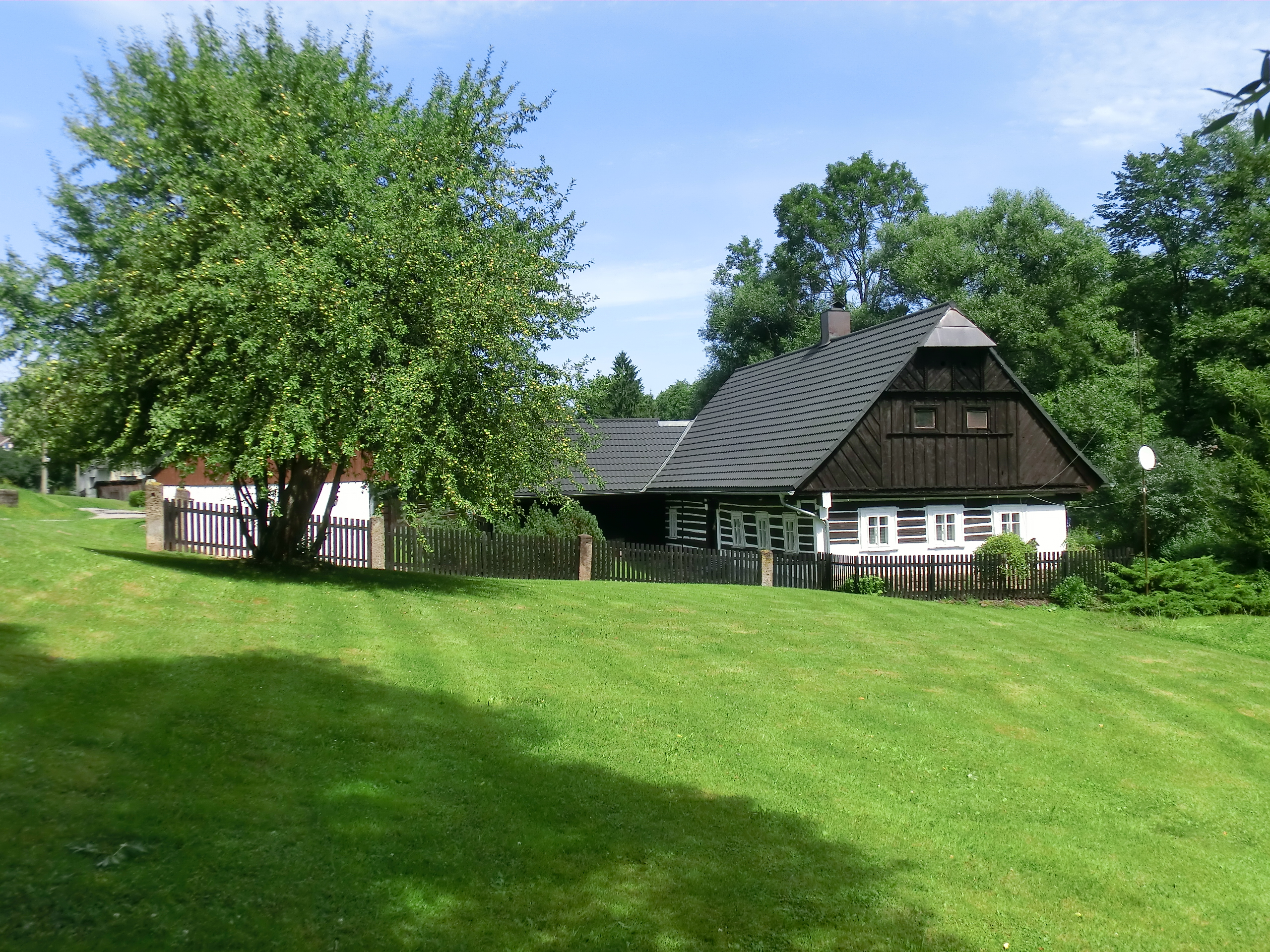
usedlost čp. 1

## Osobnosti
Narodili se zde:
- Antonín Sucharda (1854–1907), matematik, rektor c. k. české technické vysoké školy Františka Josefa v Brně (1903–1904)
- Jan Buchar (1859–1932), propagátor lyžování a turistiky
- Jan Buchar (1895–1988), lidový vypravěč a spisovatel

Osoby spjaté s obcí:
- Václav Vrbata (1885–1913), aktér lyžařské tragédie spolu s Bohumilem Hančem
- Pavel Bobek (1937–2013), český zpěvák, zdejší chalupář

## Naučná stezka
Stezka vznikla v roce 2015, skládá se ze 4 okruhů, na každé trase jsou umístěny čtyři informační cedule a lavičky.
- Červený poznávací okruh: na trase jsou umístěny informace o historii, osobnostech a o zajímavostech obce. Trasa je vedena přes hoření část obce kolem statku u Lukšů na Chocholku.
- Zelený přírodovědný okruh: na trase jsou umístěny informace o zemědělských plodinách, stromech, bylin a nerostů. Trase je vedena přes dolení část obce směrem na Delišov a jabloň na Strážníku.
- Žlutý živočišný okruh: na trase jsou umístěny informace o lesních a domácích zvířatech, ptácích, rybách a o obojživelnících. Předposlední trasa vede kolem koupaliště směrem k jabloni na Strážníku.
- Modrý vzdělávací okruh: obsahuje informace o odpadech, přírodních zajímavostech a o vynálezech. Poslední trasa nás zavede kolem křižovatky přes les směrem k letišti.

## Vybavenost obce
Nachází se zde mateřská škola i základní škola, ve které je pět ročníků, tedy 1. až 5. ročník.
Koupaliště ve vlastnictví obce, konají se zde různé kulturní akce. V letních měsících je na koupališti v provozu občerstvení.
Knihovna je umístěna v budově obecního úřadu vedle pošty. Pro veřejnost je otevřena každý čtvrtek od 15.30 do 16.30 hod. Půjčovné je zdarma.
Restaurace Buranka, probíhá zde provoz pohostinství a ubytování.
Spolky: Sbor dobrovolných hasičů Mříčná, TJ Sokol, Divadelní spolek – Vichr z Hor, Dámský spolek.